# Biskupice, Svitavy
Biskupice là một làng thuộc huyện Svitavy, vùng Pardubický, Cộng hòa Séc.